# Îles Vierges des États-Unis aux Jeux olympiques
La participation des Îles Vierges des États-Unis débute lors des Jeux olympiques d'été de 1968 à Mexico, depuis cette édition elles ont participé à toutes les éditions des Jeux d'été hormis celle de 1980 à Moscou boycotté par les territoires américains. Concernant les Jeux d'hiver, elles ont disputé toutes les éditions entre 1988 et 2006. Toutefois en 2006 la seule représentante du pays s'est blessé avant la compétition mais l'on considère que le pays à tout de même participé. Les Îles Vierges font leur retour aux Jeux d'hiver de 2014 à Sotchi après avoir manqué l'édition de 2010.
Les Îles Vierges des États-Unis ont remporté une seule médaille, en voile aux Jeux olympiques de 1988 grâce à Peter Holmberg.

## Comité international olympique
Le Comité olympique des Îles Vierges des États-Unis a été créé en 1967 et validé par le CIO la même année.

## Tableau des médailles

### Par année
| Année            | Athlètes          | Médaille d'or, Jeux olympiques | Médaille d'argent, Jeux olympiques | Médaille de bronze, Jeux olympiques | Total             | Rang              |
| Mexico 1968      | 6                 | 0                              | 0                                  | 0                                   | 0                 | -                 |
| Munich 1972      | 16                | 0                              | 0                                  | 0                                   | 0                 | -                 |
| Montréal 1976    | 21                | 0                              | 0                                  | 0                                   | 0                 | -                 |
| Moscou 1980      | N'a pas participé | N'a pas participé              | N'a pas participé                  | N'a pas participé                   | N'a pas participé | N'a pas participé |
| Los Angeles 1984 | 29                | 0                              | 0                                  | 0                                   | 0                 | -                 |
| Séoul 1988       | 22                | 0                              | 1                                  | 0                                   | 1                 | 36e               |
| Barcelone 1992   | 25                | 0                              | 0                                  | 0                                   | 0                 | -                 |
| Atlanta 1996     | 12                | 0                              | 0                                  | 0                                   | 0                 | -                 |
| Sydney 2000      | 9                 | 0                              | 0                                  | 0                                   | 0                 | -                 |
| Athènes 2004     | 6                 | 0                              | 0                                  | 0                                   | 0                 | -                 |
| Pékin 2008       | 7                 | 0                              | 0                                  | 0                                   | 0                 | -                 |
| Sydney 2012      | 7                 | 0                              | 0                                  | 0                                   | 0                 | -                 |
| Total            | 160               | 0                              | 1                                  | 0                                   | 1                 |                   |

| Année               | Athlètes          | Médaille d'or, Jeux olympiques | Médaille d'argent, Jeux olympiques | Médaille de bronze, Jeux olympiques | Total             | Rang              |
| Calgary 1988        | 6                 | 0                              | 0                                  | 0                                   | 0                 | -                 |
| Albertville 1992    | 12                | 0                              | 0                                  | 0                                   | 0                 | -                 |
| Lillehammer 1994    | 8                 | 0                              | 0                                  | 0                                   | 0                 | -                 |
| Nagano 1998         | 7                 | 0                              | 0                                  | 0                                   | 0                 | -                 |
| Salt Lake City 2002 | 8                 | 0                              | 0                                  | 0                                   | 0                 | -                 |
| Turin 2006          | 1                 | 0                              | 0                                  | 0                                   | 0                 | -                 |
| Vancouver 2010      | N'a pas participé | N'a pas participé              | N'a pas participé                  | N'a pas participé                   | N'a pas participé | N'a pas participé |
| Sotchi 2014         | 1                 | 0                              | 0                                  | 0                                   | 0                 | -                 |
| Total               | 43                | 0                              | 0                                  | 0                                   | 0                 | -                 |

### Par sport
| Place | Sport | Médaille d'or, Jeux olympiques | Médaille d'argent, Jeux olympiques | Médaille de bronze, Jeux olympiques | Total | Rang |
| 1     | Voile | 0                              | 1                                  | 0                                   | 1     | 37e  |
| Total | Total | 0                              | 1                                  | 0                                   | 1     |      |

## Porte-drapeau
| Jeux             | Porte-drapeau     | Sport             |
| ---------------- | ----------------- | ----------------- |
| Mexico 1968      | Leston Sprauve    | Haltérophilie     |
| Munich 1972      | William Peets     | Boxe              |
| Montréal 1976    | Ivan David        | Lutte             |
| Moscou 1980      | N'a pas participé | N'a pas participé |
| Los Angeles 1984 | Jodie Lawaetz     | Natation          |
| Séoul 1988       | Robert Fellner    | Taekwondo         |
| Barcelone 1992   | Flora Hyacinth    | Athlétisme        |
| Atlanta 1996     | Lisa Neuburger    | Voile             |
| Sydney 2000      | Ameerah Bello     | Athlétisme        |
| Athènes 2004     | LaVerne Jones     | Athlétisme        |
| Pékin 2008       | Josh Laban        | Natation          |
| Londres 2012     | Tabarie Henry     | Athlétisme        |

| Jeux                | Porte-drapeau     | Sport             |
| ------------------- | ----------------- | ----------------- |
| Calgary 1988        | Seba Johnson      | Ski alpin         |
| Albertville 1992    | Anne Abernathy    | Luge              |
| Lillehammer 1994    | Kyle Heikkila     | Luge              |
| Nagano 1998         | Paul Zar          | Bobsleigh         |
| Salt Lake City 2002 | Dinah Browne      | Luge              |
| Turin 2006          | Anne Abernathy    | Luge              |
| Vancouver 2010      | N'a pas participé | N'a pas participé |
| Sotchi 2014         | Jasmine Campbell  | Ski alpin         |

## Participants par sport
| Année            |                   |                   |                   |                   |                   |                   |                   |                   |                   |                   | Total             |
| Mexico 1968      | 2                 | 0                 | 0                 | 0                 | 0                 | 1                 | 0                 | 0                 | 0                 | 3                 | 6                 |
| Munich 1972      | 1                 | 1                 | 0                 | 0                 | 0                 | 0                 | 0                 | 0                 | 6                 | 8                 | 16                |
| Montréal 1976    | 3                 | 2                 | 0                 | 0                 | 0                 | 0                 | 4                 | 2                 | 4                 | 6                 | 21                |
| Moscou 1980      | N'a pas participé | N'a pas participé | N'a pas participé | N'a pas participé | N'a pas participé | N'a pas participé | N'a pas participé | N'a pas participé | N'a pas participé | N'a pas participé | N'a pas participé |
| Los Angeles 1984 | 4                 | 1                 | 0                 | 4                 | 1                 | 0                 | 0                 | 7                 | 3                 | 9                 | 29                |
| Séoul 1988       | 7                 | 0                 | 1                 | 0                 | 1                 | 0                 | 0                 | 6                 | 1                 | 6                 | 22                |
| Barcelone 1992   | 10                | 2                 | 1                 | 0                 | 1                 | 0                 | 0                 | 3                 | 1                 | 7                 | 25                |
| Atlanta 1996     | 7                 | 1                 | 0                 | 0                 | 0                 | 0                 | 0                 | 1                 | 1                 | 2                 | 12                |
| Sydney 2000      | 3                 | 0                 | 0                 | 0                 | 1                 | 0                 | 0                 | 1                 | 2                 | 2                 | 9                 |
| Athènes 2004     | 2                 | 0                 | 0                 | 0                 | 0                 | 0                 | 0                 | 2                 | 1                 | 1                 | 6                 |
| Pékin 2008       | 2                 | 2                 | 0                 | 0                 | 0                 | 0                 | 0                 | 1                 | 1                 | 1                 | 7                 |
| Londres 2012     | 4                 | 0                 | 0                 | 0                 | 0                 | 0                 | 0                 | 1                 | 0                 | 2                 | 7                 |
| Année            |                   |                   |                   |                   |                   |                   |                   |                   |                   |                   | Total             |

| Année               |                   |                   |                   | Total             |
| Calgary 1988        | 4                 | 1                 | 1                 | 6                 |
| Albertville 1992    | 8                 | 2                 | 2                 | 12                |
| Lillehammer 1994    | 6                 | 2                 | 0                 | 8                 |
| Nagano 1998         | 6                 | 1                 | 0                 | 7                 |
| Salt Lake City 2002 | 6                 | 2                 | 0                 | 8                 |
| Turin 2006          | 0                 | 1                 | 0                 | 1                 |
| Vancouver 2010      | N'a pas participé | N'a pas participé | N'a pas participé | N'a pas participé |
| Sotchi 2014         | 0                 | 0                 | 1                 | 1                 |
| Année               |                   |                   |                   | Total             |